# Kotajärvi (sjö i Pielavesi, Norra Savolax)
Kotajärvi är en sjö i kommunerna Pielavesi och Kiuruvesi i landskapet Norra Savolax i Finland. Sjön ligger 103,9 meter över havet. Den är 6,2 meter djup. Arean är 92 hektar och strandlinjen är 9,42 kilometer lång. Sjön  ingår i Vuoksens huvudavrinningsområde.   Den ligger omkring 79 kilometer nordväst om Kuopio och omkring 370 kilometer norr om Helsingfors. 